# Egernia inornata
Egernia inornata är en ödleart som beskrevs av  Rosen 1905. Egernia inornata ingår i släktet Egernia och familjen skinkar. Inga underarter finns listade i Catalogue of Life.